# Mildred (Kansas)
Pour les articles homonymes, voir Mildred.
Mildred est une ville américaine située dans le comté d'Allen, au Kansas. Selon le recensement de 2010, sa population est de 28 habitants.